# 金屋 (与謝野町)
金屋（かなや）は、京都府与謝郡与謝野町の字。

## 地理
与謝野町南部の山間部に位置する。北で後野、東で温江、南で滝、西で加悦奥と隣接する。

## 歴史
旧・加悦町内にあたる。 
5世紀末頃の大和朝廷において、武烈天皇、継体天皇、安閑天皇、宣化天皇、欽明天皇の5代にわたり大連を務め、512年に任那4県を百済に割譲した失策の責を負って退任した大伴金村が所有した26カ所の田荘（私有地）のひとつである。地区内に2社ある氏神のうち、大伴金村を祭神とする国守神社は、金村の死後、鏡山に祠を築いてこれを祀ったのが発祥とされ、924年（延長2年）に姉ヶ枝に移転、1869年（明治2年）に現在地に遷座した。最初にその祠が設けられた鏡山の古墳からは、経筒や壷や刀などが出土している。
地区名である「金屋」は、この大伴金村が訛ったものという説もあるが、一般にこの地名は鋳物師と関連することが多く、加悦に鋳物師が存在したことは京都市内の仁和寺の梵鐘の銘に記録されている。金屋城や金屋比丘尼城があった場所としても知られ、金屋城の城下町であった金屋村の地名は中世には存在し、当時の加悦地域の中心的な集落であったとみられる。

## 世帯数と人口
2015年（平成27年）10月1日現在の世帯数と人口（国勢調査調べ）は以下の通りである。
| 大字 | 世帯数  | 人口  |
| ---- | ------- | ----- |
| 金屋 | 194世帯 | 518人 |

### 人口の変遷
国勢調査による人口の推移。
| 2010年（平成22年） | 587人 | [ 7 ] |  |
| 2015年（平成27年） | 518人 | [ 2 ] |  |

### 世帯数の変遷
国勢調査による世帯数の推移。
| 2010年（平成22年） | 207世帯 | [ 7 ] |  |
| 2015年（平成27年） | 194世帯 | [ 2 ] |  |

## 交通

### バス
- 丹海バス
- 与謝野町コミュニティバス 「ひまわり」

### 道路
- 国道176号

## 施設

### 文化
- リフレかやの里
- 与謝野町立江山文庫
- 加悦工芸の里
- ちりめん街道

### 企業
- 京都電線
- 丹後製麺

## 祭事・催事
- 加悦谷祭
- 与謝野町ひまわりフェスティバル（2012年までは同町四辻で開催されていた）
- 与謝野町文化・工芸の里　～新緑の手仕事展～

## 学校区
- 与謝野町立与謝小学校
- 与謝野町立加悦中学校

## その他

### 日本郵便
- 郵便番号 : 629-2421[3]（集配局：野田川郵便局[8]）。